# Ctenosaura

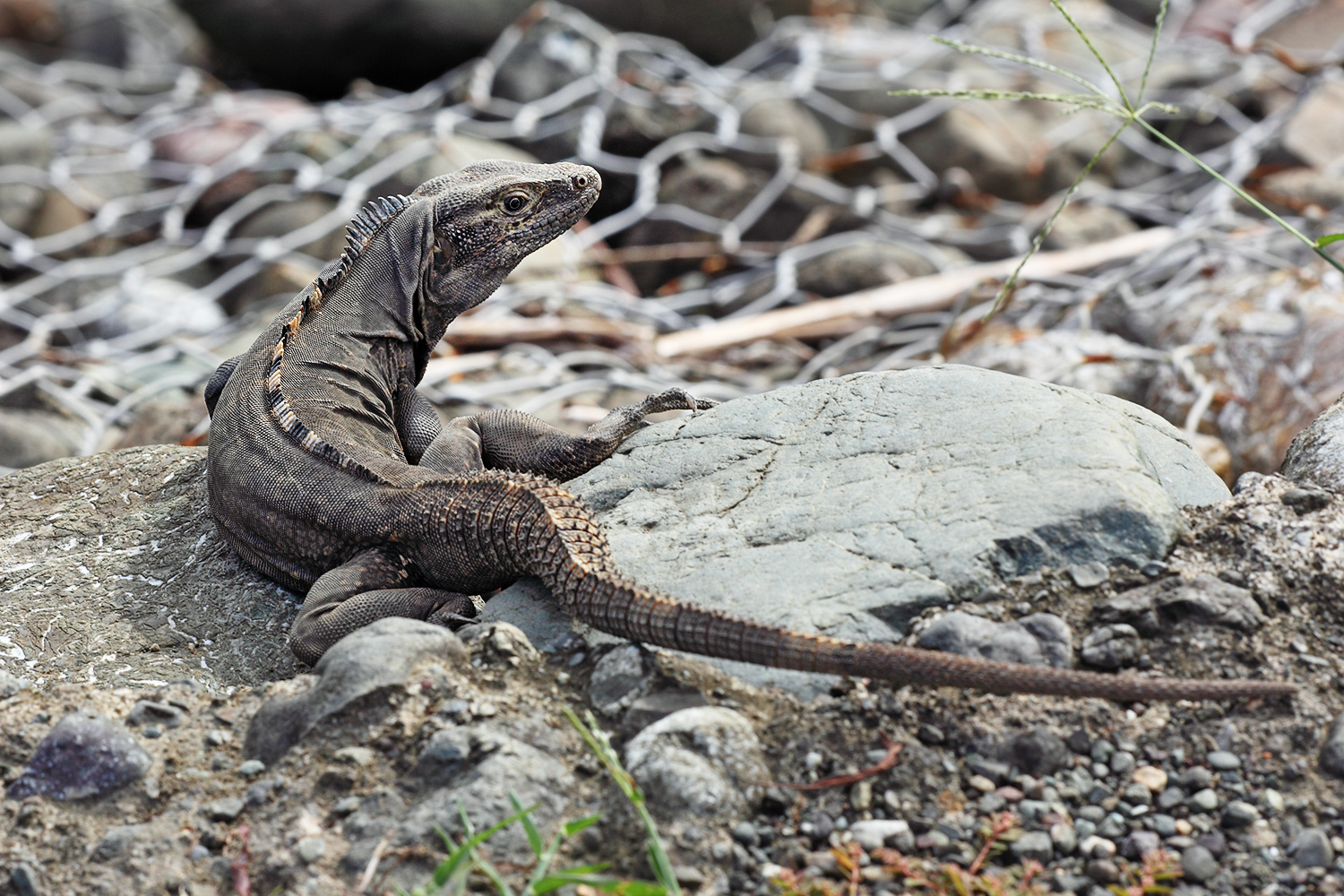
Ctenosaura quinquecarinata, Costa Rica

Ctenosaura là một chi thằn lằn chiếm phần lớn số loài trong họ Cự đà, và là chi bản địa của México và Trung Mỹ.